# HK Rīga
HK Rīga – łotewski klub hokeja na lodzie juniorów z siedzibą w Rydze.

## Historia
Od 2010 drużyna występuje w rosyjskich rozgrywkach juniorskich MHL. Zespół działa jako stowarzyszony z klubem Dinamo Ryga z seniorskich rozgrywek KHL.
Po sezonie MHL (2021/2022) drużyna została wycofana rozgrywek.

## Szkoleniowcy
- Leonīds Tambijevs (2010-2014)[4][5][6][7]
- Ronalds Ozoliņš (2014-2016)[8][9]
- Aleksandrs Ņiživijs (2016)
- Ronalds Ozoliņš (2016-2018)[10][11]
- Aigars Cipruss (2018-2019)[12]
- Raimonds Vilkoits (2019-2020)[13]
- Valērijs Kuļibaba (2020-)[14]
- Raimonds Vilkoits (2021-)[15]

W latach 2010-2012 trenerem bramkarzy był Sergejs Naumovs.